# سمير كاظم
سمير كاظم حسن (مواليد 11 ديسمبر 1969) هو لاعب كرة قدم عراقي سابق، كان من ابرز ألقابهِ كلاعب (السد العالي)، وذلك لطول قامته وارتقائه للالعاب الهوائية. لعب للمنتخب العراقي في بداية عقد التسعينات من القرن العشرين، وكان يلعب في خط الدفاع، وتألق في صفوف نادي الجيش ومن ثم مع نادي القوة الجوية حتى اعتزالهِ، ولكنه قضى فترة ليست بالقصيرة في عالم الاحتراف، وبعد اعتزاله اللعب أتجه إلى عالم التدريب حيث درب نادي القوة الجوية العراقي، ثم ترأس الهيئة الإدارية للنادي الأزرق عام 2003، واستطاع الفريق أن يحصد لقب الدوري العراقي في عهدهِ ليكون أول رئيس لنادي عسكري كالقوة الجوية يفوز بلقب الدوري في موسم 2004–05.
من إنجازاته وألقابه التتويج بالدوري العراقي وبطولة الكأس في موسم 1991–92.

## روابط خارجية
- سمير كاظم على موقع ناشيونال فوتبول تيمز (الإنجليزية)
- سمير كاظم على موقع كووورة

- ملف اللاعب على 11v11.com